# Repesca AFC-Concacaf por la clasificación para la Copa Mundial de Fútbol de 2006
La Repesca entre AFC y Concacaf por la clasificación para la Copa Mundial de Fútbol de 2006 se desarrolló en dos partidos, de ida y vuelta, entre Baréin, que ganó la cuarta ronda del clasificatorio de la AFC y Trinidad y Tobago, que ocupó el cuarto lugar del hexagonal final de la clasificatoria de la Concacaf.
Los partidos se disputaron el 12 y 16 de noviembre de 2005.

## Antecedentes
Esta fue la primera repesca intercontinental para Baréin, como también para Trinidad y Tobago.

## Partidos

### Ida
| Entrenador | Entrenador | Leo Beenhakker |

| Entrenador | Entrenador | Luka Peruzović |

| Anotado | 76' | Christopher Birchall | 1–1 |

| Anotado | 72' | Husein Salman | 0–1 |

| Árbitro             | Mark Shield    |
| Árbitros asistentes | Nathan Gibson  |
| Árbitros asistentes | Ben Wilson     |
| Cuarto árbitro      | Matthew Breeze |

| Entrenador | Entrenador | Leo Beenhakker |

| Entrenador | Entrenador | Luka Peruzović |

| Anotado | 76' | Christopher Birchall | 1–1 |

| Anotado | 72' | Husein Salman | 0–1 |

| Árbitro             | Mark Shield    |
| Árbitros asistentes | Nathan Gibson  |
| Árbitros asistentes | Ben Wilson     |
| Cuarto árbitro      | Matthew Breeze |

### Vuelta
| Entrenador | Entrenador | Luka Peruzović |

| Entrenador | Entrenador | Leo Beenhakker |

| Anotado | 49' | Dennis Lawrence | 0–1 |

| Árbitro             | Óscar Ruiz      |
| Árbitros asistentes | Eduardo Botero  |
| Árbitros asistentes | Fernando Tamayo |
| Cuarto árbitro      | Carlos López    |

| Entrenador | Entrenador | Luka Peruzović |

| Entrenador | Entrenador | Leo Beenhakker |

| Anotado | 49' | Dennis Lawrence | 0–1 |

| Árbitro             | Óscar Ruiz      |
| Árbitros asistentes | Eduardo Botero  |
| Árbitros asistentes | Fernando Tamayo |
| Cuarto árbitro      | Carlos López    |

## Clasificado
| Bandera de Trinidad y Tobago |
| Trinidad y Tobago            |
|                              |
| 1.ª participación            |